# ゴールドビーターズ・スキン
ゴールドビーターズ・スキン（英語: Goldbeater's skin）は牛の腸の外膜であり、金を厚さわずか0.001 mmの箔に加工する際に金を挟む素材として伝統的に用いられる。
製造に当たっては、牛（主に去勢牛）の腸を水酸化カリウムの希薄溶液に浸し、洗浄後、広げ、薄く平らに延ばし、腐敗を防ぐために化学的に処理される。1,000枚のゴールドビーターズ・スキンは、およそ400頭の去勢牛の腸から作られるが、それでも厚さはわずか1インチに過ぎない。極めて薄く、また弾力性があって重い打撃にも裂けることがないため、120枚の金箔を同時に箔打ちする（goldbeating）ことが可能である。

## その他の利用方法
- 吸湿性（大気中の湿度の変化によって伸縮する）の特性から、湿度計の感部として使われる。
- アレクサンダー・グラハム・ベルはゴールドビーターズ・スキンの膜の中央に磁鉄の接極子を取り付けたものを受話器として使った。
- 北ドイツ連邦は高額の10グロッシェンと30グロッシェンの切手を、再利用を防ぐためにゴールドビーターズ・スキンに印刷した。
- ジョゼフ・トーマス・クローバーは1862年にクロロホルムの吸入装置を発明したが、その、一定量の液体クロロホルムが噴霧される大きな薬剤容器には、気密性を確保するためにゴールドビーターズ・スキンの裏打ちがされていた[1]。
- 気密性の特性から、初期の気球の外皮や飛行船の気嚢の裏打ち材料として用いられた[2]。
- その透明さ、強さと極めて均一な厚みのために、手書き原稿の書かれた羊皮紙の穴や裂け目を修繕するために保存する際にも用いられる

## 参考資料
1. ↑  Sykes WS (1960). Essays on the First Hundred Years of Anaesthesia, Vol. 2, Churchill Livingstone, Edinburgh. ISBN 0443028664, p. 8.
2. ↑  日本飛行船物語 p.180

- ゴールドビーターズ・スキンの製造ノート by Jack C. Thompson
- Bookbinding and the Conservation of Books. Goldbeater's skin.
- 羊皮紙の歴史と Biology by Robert Fuchs
- 『日本飛行船物語』秋本実著、光人社NF文庫（2007年） ISBN 978-4-7698-2526-5